# هيديو هاتوياما
هيديو هاتوياما (باليابانية: 鳩山秀夫؛ بالكانا: はとやま ひでお) هو مستشار حقوقي ‏ ومحامي ياباني، ولد في 4 فبراير 1884 في طوكيو في اليابان، وتوفي في 29 يناير 1946.